# Swords & Soldiers
Swords & Soldiers is een computerspel dat werd ontwikkeld door Ronimo Games. Het spel werd in 2009 uitgebracht voor meerdere platforms.
In Swords & Soldiers vechten drie facties (de Azteken, de Vikingen en de imperiale Chinezen) tegen elkaar om de krachten van de goden te verwerven.

## Gameplay
De game biedt zowel een singleplayer-campagne voor alle drie de facties als een skirmish-modus, maar ook een competitieve multiplayer met split screen en verschillende andere modi en minigames die spelers kunnen ontgrendelen door het spel te doorlopen.
De singleplayercampagne biedt tien missies voor elke factie, met doelstellingen variërend van het veroveren van de basis van de vijand aan de andere kant van het speelterrein tot het overleven van een volledige aanval van de vijand of het infiltreren van hun verdediging met een beperkt aantal troepen. Spelers verzamelen goud die wordt gebruikt om eenheden en spreuken te kopen. De Speler moet strategische beslissingen nemen over welke eenheden moeten worden gebouwd en wanneer ze moeten worden uitgezonden.

## Trivia
- Het spel is opgenomen in het boek 1001 Video Games You Must Play Before You Die van Tony Mott.